# Zhongshan Dao
Ilha de Zhongshan (chinês: 中山島, pinyin: Zhōngshān dǎo), também chamada  ilha Macau ou ilha Aomen, é uma designação por vezes usada para referir o território insular situado na margem ocidental do delta do rio das Pérolas na província de Cantão (Guangdong), na República Popular da China. Esta área está separada do continente por um estreito canal, e é habitada por cerca de 2 300 000 pessoas. A parte continental da Região Administrativa Especial de Macau fica no extremo sul desta ilha. O resto da ilha (e mais de 70% da população) é parte das cidades de Zhuhai e Zhongshan.
A área é conhecida como uma ilha por algumas fontes, tais como a Enciclopédia Columbia. porém, este termo não é de uso geral, e fontes como os governos de Macau e Zhuhai não se lhe referem como uma ilha.